# Gergely László (jégkorongozó)
Gergely László, született Geiger László (1916. január 20. – 1946) magyar válogatott jégkorongozó. Az 1936-os téli olimpián és számos világversenyen képviselte Magyarországot. Ikertestvére, Gergely András szintén jégkorong játékos volt.  